# Symphonie Monoton-Silence
La Symphonie Monoton-Silence est une œuvre musicale de l'artiste français Yves Klein. Elle est composée de deux parties: d'abord une séquence continue d'un seul accord, un ré majeur répété pendant une durée de vingt minutes, puis un silence  absolu de même durée.

## Historique
Yves Klein déclare avoir eu l'idée de l’œuvre en 1947 (date sur la partition) ou 1949 (dans des entretiens). 
La première représentation publique a lieu en sa présence le 9 mars 1960 dans le grand salon de la Galerie Internationale d'Art Contemporain de Maurice d'Arquian à Paris, devant un parterre d'une centaine d'invités. La partie musicale est accompagnée à cette occasion d'une prestation scénique avec trois modèles nues, qui s'enduisent le corps de « bleu de Klein », et s'impriment sur du papier, comme des pinceaux vivants.
La compositrice Éliane Radigue, amie d'Yves Klein et alors mariée à Arman, a raconté comment Klein, de nuit sur une plage de Nice en 1954 et peu après sa découverte des lettristes, s'était mis à improviser en glossolalie en compagnie d'un groupe d'amis. Tout le groupe s'y était finalement mis et l'idée leur serait venu d'effectuer un son continu. Radigue, seule musicienne du groupe, aurait naturellement pris le soin d'accorder les voix ensemble. Yves Klein aurait, quelques années plus tard, demandé à Radigue de lui écrire cette Symphonie Monoton-Silence, mais Radigue avait refusé, « pour de nombreuses raisons », puis redirigé Klein vers le compositeur Louis Saguer, à qui Klein confie finalement la mise en œuvre de la symphonie.

## Représentations
La symphonie a ensuite été déclinée en des versions de durée variable, mais toujours sur le même principe. Programmée dans le cadre du Festival Manca 2005 à Nice, sous la direction de Philippe Arrii Blachette, elle est proposée sous une version raccourcie, de 15 minutes du ton continu, suivi de 5 minutes de silence avec les musiciens et le chef en position de jeu.
Du 15 octobre 2006 au 14 janvier 2007, elle est jouée à l'église Saint-Merri à Paris.
Le New York Times rapporte la représentation de l’œuvre à Manhattan en septembre 2013. Outre la critique du point de vue artistique de l’œuvre, bien plus difficile à réaliser qu'on ne l'imagine, il revient aussi sur le travail de l'orchestre: pour la première partie de la symphonie, les chanteurs et musiciens (10 violoncellistes, 10 violonistes, 3 bassistes, 3 flûtistes, 3 hautboïstes et 3 cornistes) doivent produire l'accord sans vibrato ou variation, respirer et s'incliner de manière à créer un son sans interruption audible.
En novembre 2014, dans le cadre du festival Rainy Days, la symphonie est jouée à la Philharmonie de Luxembourg, sous la direction de Roland Dahinden, par le chœur INECC et les musiciens du Conservatoire de la Ville de Luxembourg, avec une mise en lumière par l'artiste Éric Michel.
Le 12 janvier 2017, la symphonie est jouée devant plus de mille personnes à la Grace Cathedral de San Francisco, sous la direction de Petr Kotik (en),.

## Dans la culture populaire
Dans le roman Origine de Dan Brown, l’œuvre est décrite au professeur Robert Langdon lors de sa visite du musée Guggenheim de Bilbao,.